# Međuriječje
Međuriječje (en serbe cyrillique : Међуријечје) est un village du centre du Monténégro, dans la municipalité de Kolašin.

## Démographie

### Évolution historique de la population
| 1948 | 1953 | 1961 | 1971 | 1981 | 1991 | 2003 |
| ---- | ---- | ---- | ---- | ---- | ---- | ---- |
| 285  | 279  | 289  | 214  | 208  | 139  | 114  |